# Tepakán (Yucatán)
Tepakán es una localidad del estado de Yucatán, México, cabecera del municipio homónimo.

## Localización
Tepakán se encuentra en la región centro norte del estado. Dista geográficamente 58 kilómetros de la ciudad de Mérida, la capital del estado, en dirección este. De Izamal se encuentra 11 km hacia el norte.

## Toponimia
El toponímico Tepakán significa en idioma maya lugar del pakán por derivarse de las voces Te, aquí y pakán,  nombre de una planta que produce unos frutos semejantes a la tuna.

## Datos históricos
Tepakán está enclavado en el territorio que fue la jurisdicción de Ah Kin Chel antes de la conquista de Yucatán. 
Durante la colonia, existió en el lugar una encomienda que estuvo a cargo de Cristóbal Sánchez (1581); Juan Esteban Tello Aguilar (1700); Ana de Varreda Villegas (1705).

## Galería

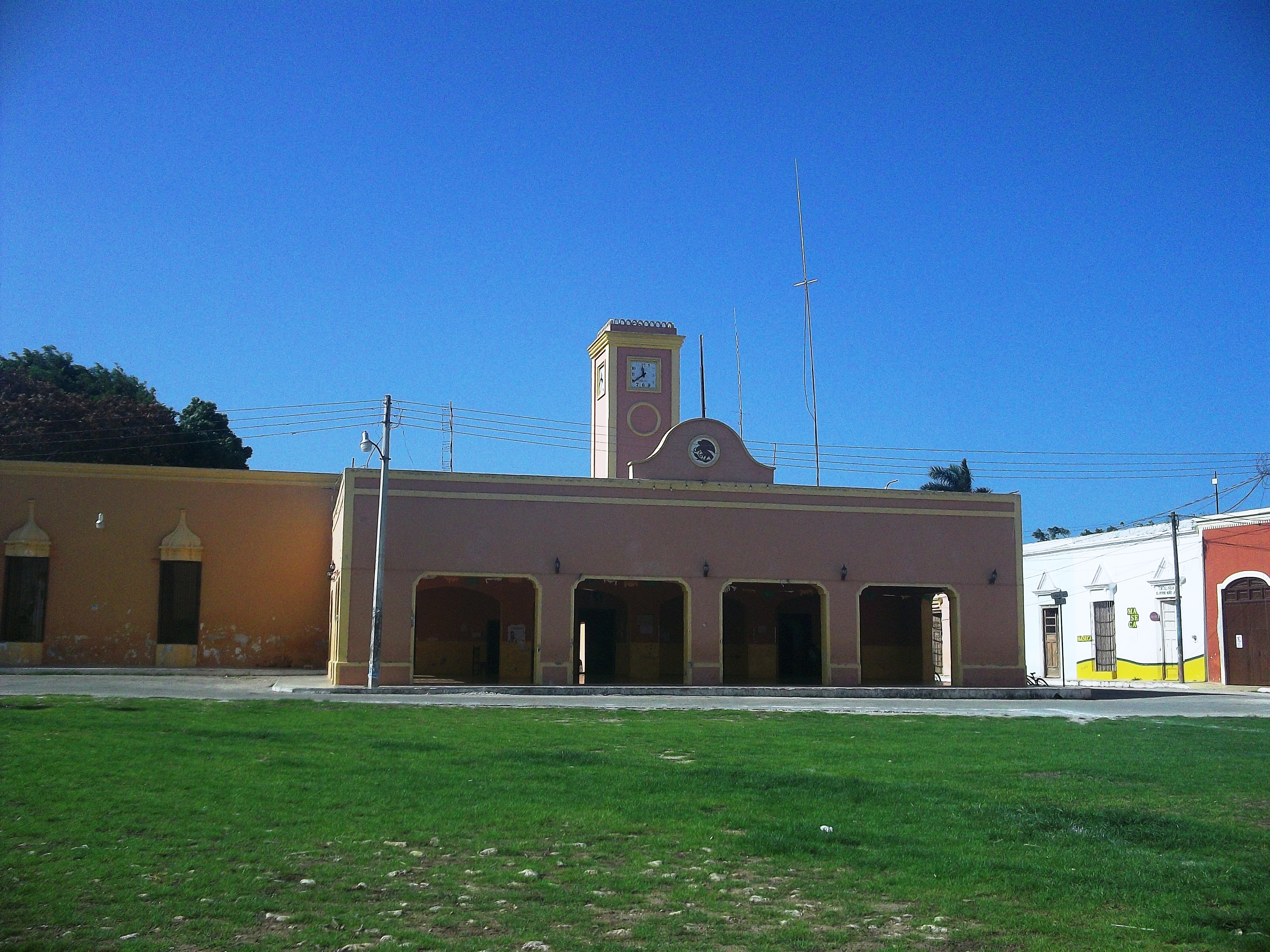
Palacio municipal de Tepakán.
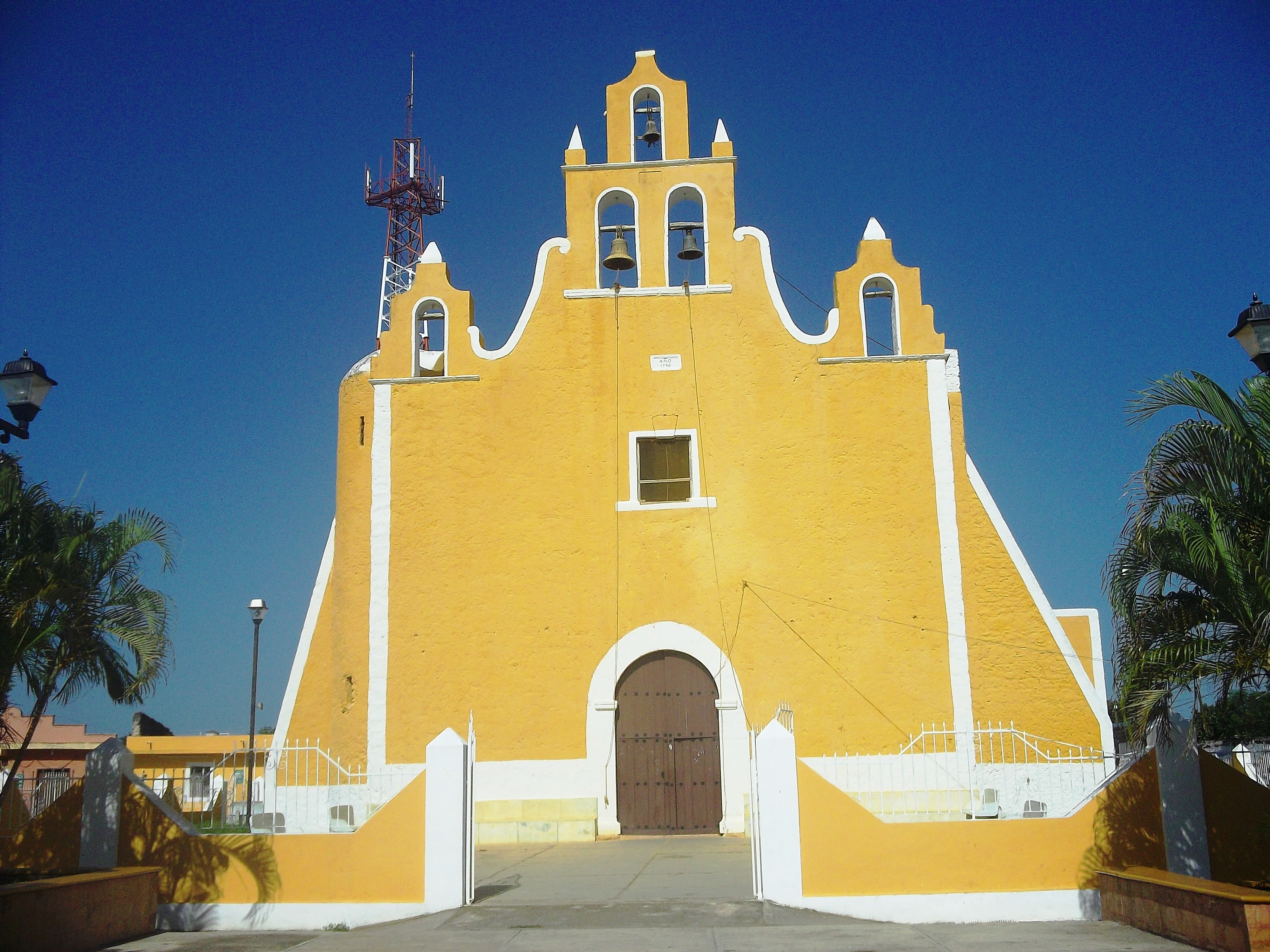
Iglesia principal de Tepakán.